# Mamadou Diallo (ur. 1982)
Mamadou Diallo (ur. 17 kwietnia 1982 w Bamako) – malijski piłkarz grający na pozycji napastnika w CS Sedan.

## Kariera klubowa
Diallo urodził się w stolicy Mali, Bamako. Piłkarską karierę rozpoczął w tamtejszym klubie Centre Salif Keita. W 2001 roku zadebiutował w rozgrywkach ligi malijskiej. W Centre Salif Keita grał do 2003 roku i wtedy przeszedł do algierskiego USM Algier, ówczesnego mistrza Algierii. W 2004 roku wywalczył wicemistrzostwo kraju oraz zdobył Puchar Algierii. Natomiast w sezonie 2004/2005 roku został mistrzem ligi.
Na początku 2005 roku Diallo wyjechał do Francji i podpisał kontrakt z tamtejszym FC Nantes. Kosztował 700 tysięcy euro. W Ligue 1 zadebiutował 12 stycznia w zremisowanym 0:0 wyjazdowym spotkaniu z Bastią. Natomiast 10 dni później zdobył swojego pierwszego gola w lidze w meczu z Toulouse FC (1:2). W pierwszym sezonie strzelił 4 gole, ale już w 2005/2006 z 10 golami na koncie był najskuteczniejszym zawodnikiem "Kanarków" i pomógł w utrzymaniu w lidze. W sezonie 2006/2007 jego dorobek wyniósł 4 gole, ale FCN zajęło ostatnie miejsce w Ligue 1 i zostało zdegradowane do Ligue 2. Latem 2007 za 2,5 miliona euro Diallo przeszedł do katarskiego klubu Qatar SC, a rok później został zawodnikiem Al-Jazira Club ze Zjednoczonych Emiratów Arabskich.
W 2009 roku przeszedł do francuskiego Le Havre AC. Następnie grał w: CS Sedan, Stade Lavallois, AFC Tubize i Royale Union Saint-Gilloise.
| Sezon   | Klub                        | Kraj                         | Rozgrywki           | Mecze | Bramki | Rozgrywki Europy | Mecze | Bramki |
| ------- | --------------------------- | ---------------------------- | ------------------- | ----- | ------ | ---------------- | ----- | ------ |
| 2001    | Centre Salif Keita          | Mali                         | Premiere Division   | ?     | ?      | -                | -     | -      |
| 2002    | Centre Salif Keita          | Mali                         | Premiere Division   | ?     | ?      | -                | -     | -      |
| 2003    | Centre Salif Keita          | Mali                         | Premiere Division   | ?     | ?      | -                | -     | -      |
| 2003/04 | USM Algier                  | Algieria                     | National            | 10    | 2      | -                | -     | -      |
| 2004/05 | USM Algier                  | Algieria                     | National            | 11    | 4      | -                | -     | -      |
| 2004/05 | FC Nantes                   | Francja                      | Ligue 1             | 19    | 4      | -                | -     | -      |
| 2005/06 | FC Nantes                   | Francja                      | Ligue 1             | 35    | 10     | -                | -     | -      |
| 2006/07 | FC Nantes                   | Francja                      | Ligue 1             | 31    | 4      | -                | -     | -      |
| 2007/08 | Qatar SC                    | Katar                        | Q-League            | 26    | 13     | -                | -     | -      |
| 2008/09 | Al-Jazira Club              | Zjednoczone Emiraty Arabskie | UAE Football League | 28    | 6      | -                | -     | -      |
| 2008/09 | Le Havre AC                 | Francja                      | Ligue 2             | 16    | 3      | -                | -     | -      |
| 2009/10 | Le Havre AC                 | Francja                      | Ligue 1             | 33    | 13     | -                | -     | -      |
| 2010/11 | Le Havre AC                 | Francja                      | Ligue 1             | 28    | 3      | -                | -     | -      |
| 2011/12 | CS Sedan                    | Francja                      | Ligue 2             | 34    | 9      | -                | -     | -      |
| 2012/13 | CS Sedan                    | Francja                      | Ligue 2             | 25    | 5      | -                | -     | -      |
| 2013/14 | Stade Lavallois             | Francja                      | Ligue 2             | 36    | 2      | -                | -     | -      |
| 2014/15 | Stade Lavallois             | Francja                      | Ligue 2             | 32    | 6      | -                | -     | -      |
| 2015/16 | AFC Tubize                  | Belgia                       | Tweede klasse       | 28    | 17     | -                | -     | -      |
| 2016/17 | AFC Tubize                  | Belgia                       | Tweede klasse       | 25    | 9      | -                | -     | -      |
| 2017/18 | Royale Union Saint-Gilloise | Belgia                       | Tweede klasse       | 4     | 0      | -                | -     | -      |

## Kariera reprezentacyjna
W reprezentacji Mali Diallo zadebiutował w 2001 roku. W 2004 roku wystąpił z olimpijską reprezentacją na Igrzyskach Olimpijskich w Atenach. W 2008 roku został powołany przez selekcjonera Jeana-François Jodara do kadry na Puchar Narodów Afryki 2008.